# Ur-Zababa
Ur-Zababa va ser un rei de Kix, el segon de la quarta dinastia de Kish que governava Sumer, fill i successor de Puzur-Sin de Kix (que no s'ha de confondre amb el rei Puzur-Sin d'Assíria) i net de Kug-Baba, de la tercera dinastia de Kish. La llista reial diu que Sargon d'Accad havia estat inicialment coper d'Ur-Zababa abans d'esdevenir rei.
Va viure al segle xxiv aC i, durant el seu regnat, Kish va estar sotmesa a Lugal-Zage-Si d'Umma i Uruk. Durant el seu regnat Sargon es va erigir rei de la nova ciutat d'Accad i va eliminar Ur-Zababa i Lugal-Zage-Si, i es proclamà "rei legítim" de Kish. El regnat d'Ur-Zababa hauria durat uns 6 anys, tot i que la llista de reis sumeris li dona (segurament per error) 400 anys.

## La llegenda de Sargon
Un relat sumeri explica la biografia de Sargon envoltada per la llegenda, anomenat Sargon i Ur-Zababa. En el text es diu que Ur-Zababa, es va despertar després d'un somni. Per motius desconeguts, Ur-Zababa va nomena Sargon coper reial. Poc després, Ur-Zababa, que ja tenia decidida pels déus Enlil i An la seva caiguda, convida Sargon a les seves cambres per discutir un somni que el coper havia tingut durant la nit. Sargon diu que ha somiat amb una dona immensa, a qui el cap li arribava al cel, que ofegava en sang a Ur-Zababa (la deessa Inanna, que beneficiarà Sargon). Ur-Zababa es va espantar profundament i va intentar matar-lo. Va enviar Sargon, que no s'esperava res de dolent, a lliurar un mirall de bronze trencat a l'E-sikil, un temple, a veure al cap dels ferrers, Belic-tikal. Ur-Zababa havia ordenat al ferrer que llencés Sargon i el mirall als motlles que usava per fabricar estàtues així que arribés. De camí cap a l'E-sikil, la deessa Inanna li va dir a Sargon que no entrés a l'E-sikil, sinó s'havia de trobar amb Belic-tikal a la porta. Belic-tikal va perdre l'oportunitat de matar Sargon, i cinc dies després, Sargon va tornar davant d'Ur-Zababa.
El rei, al veure'l, es va tornar a espantar i va decidir d'enviar Sargon davant de Lugal-Zage-Si rei d'Uruk, amb un missatge en una tauleta d'argila demanant-li que mati Sargon. Aquí s'acaba el text conservat, i se suposa que a continuació s'explicava la manera en què Sargon es va tornar a alliberar d'aquesta trampa.